# Carl August Fischer (Volkswirt)
Carl August Fischer (* 18. Juni 1895 in Witten (Ruhr); † 25. August 1966 ebenda) war ein deutscher Volkswirt und Professor für Wirtschaftspolitik an der Universität Hamburg und der Albertus-Universität Königsberg.

## Leben und Beruf
Fischer promovierte 1921 über den Staatsbankrott bei Karl Diehl in Freiburg im Breisgau. Er arbeitete mit dem Finanzpolitiker der Zentrumspartei Paul Beusch zu währungspolitischen Themen zusammen. 1928 wurde er nach der Habilitation bei Götz Briefs Privatdozent an der TH Berlin.
Fischer war von 1919 bis 1921 Mitglied der DNVP, 1921 schloss er sich dem Deutschvölkischen Schutz- und Trutzbund und der Organisation Consul an. Zum 1. März 1932 trat er der NSDAP bei (Mitgliedsnummer 952.111); seit 1933 gehörte er auch der SA an. Im November 1933 unterschrieb er das Bekenntnis der Professoren an den deutschen Universitäten und Hochschulen zu Adolf Hitler.
Von 1933 bis 1934 war er planmäßiger a.o. Professor an der Universität Hamburg, wobei er von der Entlassung Eduard Heimanns profitierte. Anschließend war er von 1934 bis 1937 an der Albertus-Universität Königsberg ordentlicher Professor für Rechts- und Staatswissenschaften. 1937 wurde er wegen seiner Homosexualität zu 8 Monaten Gefängnis verurteilt, aus dem Staatsdienst entlassen und aus der NSDAP ausgeschlossen. Nach dem Zweiten Weltkrieg engagierte er sich politisch in der FDP, für die er bei der Bundestagswahl 1961 erfolglos auf der nordrhein-westfälischen Landesliste kandidierte.

## Schriften (Auswahl)
- Zur Lehre vom Staatsbankrott. Dissertation Karlsruhe 1921 (archive.org, repr 2012 ISBN 5-87371-497-5).
- Das Devisentermingeschäft in seinen Beziehungen zur Währung und Wirtschaft. Berlin 1928.
- Gedanken zur Autarkiefrage. 1933.
- Die Wirtschaftsordnung des nationalsozialistischen Staates: Gewerbe und Gewerbepolitik. In: Die Verwaltungsakademie: ein Handbuch für den Beamten im nationalsozialistischen Staat. Berlin 1936.